# Sandarān
Sandarān (persiska: Sandavān, سندران) är en ort i Iran.   Den ligger i provinsen Khuzestan, i den centrala delen av landet, 500 km söder om huvudstaden Teheran. Sandarān ligger 156 meter över havet och antalet invånare är 183.
Terrängen runt Sandarān är huvudsakligen platt, men åt nordost är den kuperad. Runt Sandarān är det ganska tätbefolkat, med 58 invånare per kvadratkilometer. Närmaste större samhälle är Rāmhormoz, 5,7 km norr om Sandarān. Trakten runt Sandarān består till största delen av jordbruksmark.